# Batalha de Tayacoba
A Batalha de Tayacoba (também escrita Tayabacao), ocorrida em 30 de junho de 1898, foi um esforço de operações especiais americano para desembarcar suprimentos e reforços para rebeldes cubanos que lutavam por sua independência na Guerra Hispano-Americana.

## Antecedentes
No dia 25 de junho, os navios a vapor americanos Fanita e Florida, acompanhados da canhoneira USS Peoria, deixaram Key West carregando uma carga de tropas, munições, suprimentos e armas (incluindo dois canhões de dinamite, 4.000 fuzis Springfield e 200 fuzis Mauser), para ajudar os insurgentes cubanos sob o comando de Máximo Gómez. A bordo estavam 650 cubanos sob o comando do General Emilio Núñez, cinquenta soldados da Décima Cavalaria dos EUA sob o comando de Carter P. Johnson e do 2º Tenente George P. Ahern, e vinte e cinco Rough Riders sob o comando do Capitão Winthrop Astor Chanler, irmão do capitão William Astor Chanler.
A primeira tentativa de desembarque ocorreu em 29 de junho perto do porto de Cienfuegos, na foz do rio San Juan, porém como resultado de um ataque anterior em 11 de maio, a posição estava fortemente defendida para efetuar um desembarque. Em 30 de junho, um grupo de desembarque abicou numa praia a oeste de Tunas de Zaza, perto da foz do rio Tallabacoa (pronunciado erroneamente como 'Tayacoba' pelos americanos).

## Batalha
Quatro milhas a oeste da cidade, na foz do rio, erguia-se um grande forte construído em ferro ferroviário, cercado por terraplenagens e defendido por cerca de 100 regulares espanhóis. O Peoria disparou vários tiros com seus canhões de três libras contra o forte, mas não houve resposta. Antes de deixar mulas, homens e material, um grupo de 30 cubanos e americanos liderados pelo Capitão José Manuel Núñez (irmão do General Núñez) e incluindo Winthrop Chanler e o Dr. William Louis Abbott, abicou na praia para garantir a segurança do local de desembarque, cerca de 500 metros a leste do forte.

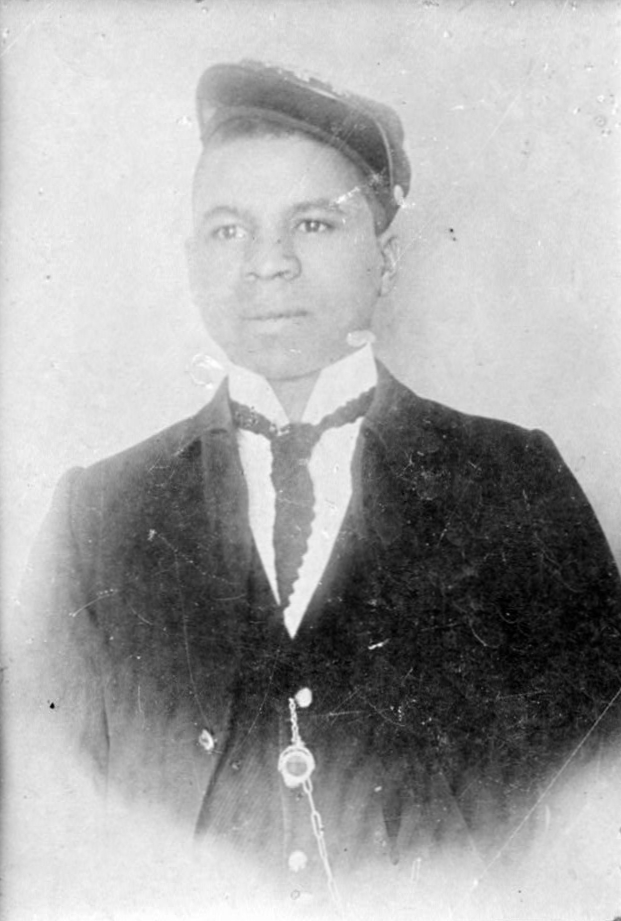
O soldado Dennis Bell recebeu a Medalha de Honra após participar do resgate de soldados cubanos na praia de Tayacoba.

Remando até a praia, a força penetrou na selva, mas foi descoberta por batedores espanhóis e ficou sob fogo pesado. Incapazes de retaliar ou mesmo de se proteger, os americanos recuaram para a praia apenas para descobrir que os seus barcos tinham sido afundados por tiros de canhão espanhóis. O Capitão Núñez morreu com um tiro na cabeça, Chanler foi baleado no cotovelo, e Abbott foi baleado no ombro direito. Cinco soldados cubanos também ficaram feridos. O grupo se escondeu em um manguezal e um deles, um cirurgião dinamarquês chamado Dr. Maximilian Lund  nadou até Peoria (nu e armado apenas com uma faca para afastar tubarões) para relatar que os sobreviventes na praia precisavam de ajuda.

## Resgate
O Peoria continuou a disparar contra as tropas espanholas, que estavam escondidas atrás de um coqueiro. No Florida, o Tenente Johnson começou a organizar tentativas de resgate. As primeiras quatro tentativas foram dispersas por forte fogo inimigo e forçadas a recuar, mas a quinta, operando sob o manto da escuridão e tripulada por quatro homens da 10ª Cavalaria dos EUA sob o comando do Tenente Ahern, localizou com sucesso os sobreviventes cubanos. O corpo do Capitão Núñez foi deixado na praia.
Pouco antes do nascer do sol, um segundo barco tripulado pelo Tenente Ahern e pelo correspondente de guerra (mais tarde tenente) Grover Flint localizou Chanler e Abbott. Assim que estavam a bordo em segurança, o Florida deixou imediatamente a baía.

## Consequências

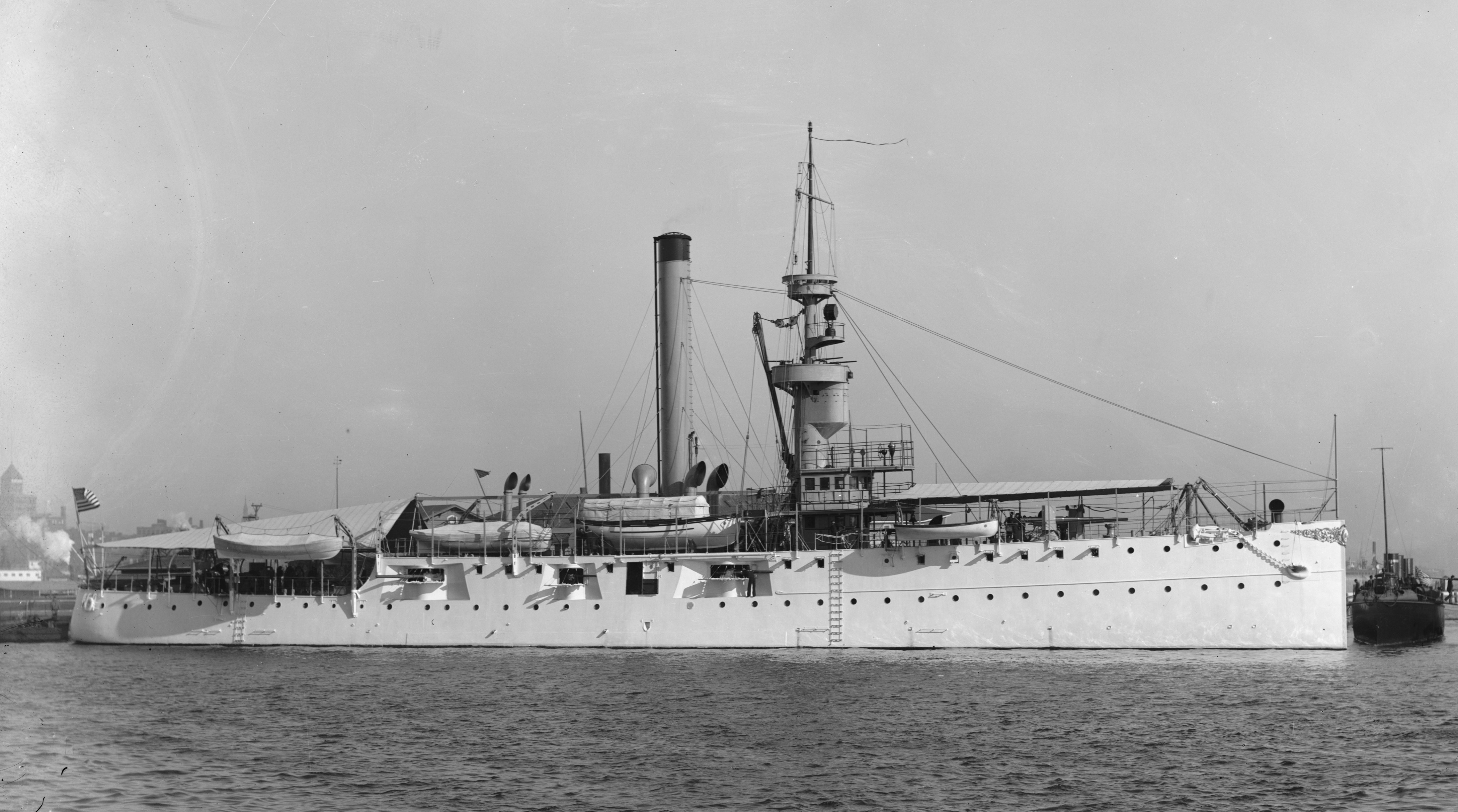
O USS Helena.

Na tarde de 2 de julho, o Peoria regressou à foz do rio Tallacaboa acompanhado pelo USS Helena e bombardeou o forte durante 30 minutos, danificando-o e às terraplanagens e incendiando o bairro espanhol na cidade vizinha de Tunas de Zaza. Os transatlânticos prosseguiram 40 milhas a leste até Palo Alto, perto da cidade de Trinidad, onde as tropas e suprimentos cubanos desembarcaram em 3 de julho.
Em 23 de junho de 1899, quatro dos cinco resgatadores, o Soldado William H. Thompkins, o Soldado George H. Wanton, o Soldado Dennis Bell e o Soldado Fitz Lee, todos da 10ª Cavalaria dos EUA, foram premiados com Medalhas de Honra por seu heroísmo. Winthrop Chanler voltou para sua casa em Barrytown, em Nova York, para se recuperar dos ferimentos. Ele retornou brevemente ao serviço militar como capitão das Força Expedicionária Americana durante a Primeira Guerra Mundial. William Louis Abbott se recuperou do ferimento e retornou à sua ocupação anterior como ornitólogo.